# Sfintere esofageo inferiore
Lo sfintere esofageo inferiore (SEI) è una struttura anatomica dell'esofago. All'inglese è abbreviato in LES (dalle iniziali del termine inglese Lower Esophageal Sphincter).
Il termine si riferisce all'apparato sfinteriale situato tra esofago terminale e stomaco che si oppone al passaggio in esofago del succo gastrico acido.
Effettivamente la disposizione delle fibre muscolari in questo segmento dell'esofago non presenta una morfologia tipicamente sfinteriale simile ad altri tratti del tubo digerente come ad esempio il piloro. Il meccanismo di contrazione e la conseguente zona a più alta pressione è il risultato di una diversa regolazione fisiologica della muscolatura esofagea in questo punto rispetto al resto dell'organo. Si preferisce quindi parlare del SEI come uno sfintere di tipo funzionale.